# Mohammad Pakpour
Mohammad Pakpour (en persa: محمد پاکپور) ; (n. 1961) es un militar iraní y comandante de las fuerzas terrestres del Cuerpo de la Guardia Revolucionaria Islámica (CGRI) desde 2009. El 13 de junio de 2025, fue nombrado jefe del CGRI tras la muerte de su predecesor, Hossein Salami, en los ataques israelíes contra Irán de 2025.

## Carrera
Pakpour se unió al Cuerpo de la Guardia Revolucionaria Islámica (CGRI) tras la Revolución iraní de 1979. Sirvió durante la rebelión kurda de 1979 en Irán y la guerra Irán-Irak, que duró ocho años. Sus responsabilidades incluyeron cinco años como Comando de Operaciones del Ejército, comandante de la 8° División Nayaf y comandante de la 31° División Ashura, jefe del cuartel general del Comando Norte del Ejército. Pakpour tiene un doctorado en Geografía Política y ha sido responsable de medidas como la lucha contra el terrorismo en el noroeste de Irán y el establecimiento de la seguridad en el sureste de Irán, así como de la realización de ejercicios especializados.
Durante una maniobra, afirmó que el CGRI desea promover la seguridad de la región y las capacidades de las fuerzas armadas, así como demostrar nuevas tácticas en operaciones militares. Expresó que drones como Hamaseh ayudan a mantener alerta al Cuerpo de la Guardia Revolucionaria Islámica y demuestran la consistencia y preparación de la fuerza.

## Sanciones de Estados Unidos
El 24 de junio de 2019, el Departamento del Tesoro de Estados Unidos lo sancionó, congelando todos sus activos en Estados Unidos y prohibiendo a ciudadanos estadounidenses hacer negocios con él.